# Półtoranowicze
Półtoranowicze (biał. Паўтаранавічы; ros. Полторановичи) – wieś na Białorusi, w obwodzie brzeskim, w rejonie pińskim, w sielsowiecie Ochowo.
W dwudziestoleciu międzywojennym leżały w Polsce, w województwie poleskim, w powiecie pińskim, w gminie Żabczyce.
Nauczyciel ze szkoły w Półtoranowiczach Ryszard Bogusław Szczepanik, został zamordowany w Katyniu.
Po II wojnie światowej w granicach Związku Sowieckiego. Od 1991 w niepodległej Białorusi.